# Bigbury-on-Sea
Bigbury-on-Sea est un  village côtier du district de South Hams dans le Devon, en Angleterre, sur les bords de la Manche. Face à la plage se trouve l'île de Burgh Island, accessible à marée basse.  

## Voir
- Bigbury